# Lago d'Arno
Il lago d'Arno (lac d'Àren in dialetto camuno) è un lago alpino situato in val Camonica. 
Nel 1911 è stato sbarrato da una diga, che ne ha aumentato la capacità massima al fine di ottenere una riserva per l'industria idroelettrica.
Giace in una conca di origine glaciale a sud-est della valle di Saviore ed è lungo circa 2400 m, largo al massimo 430 m ed ha una forma a "S" allungata. Con una superficie a massimo invaso di 86,2 ha è il più vasto lago della val Camonica. Il lago è alimentato dal torrente chiamato Ghilarda, per questo la Valle d'Arno, una delle tre convalli della Val Saviore (le altre due sono quella di Salarno e quella d'Adamé) è nota anche come Val Ghilarda. Le sue acque, imbrigliate da una diga, sono utilizzate per la produzione di energia idroelettrica e alimentano la centrale di San Fiorano, grazie a un dislivello di circa 1300 metri.
Il lago è raggiungibile solamente a piedi, essendo stata smantellata la teleferica di servizio agli impianti di sbarramento. L'itinerario più diretto inizia a Isola (frazione di Cevo) con segnavia CAI numero 88 e conduce ripido alla diga in circa 2 ore e 30 minuti. Un altro itinerario, chiamato dei tre fratelli (segnavia 22) in quanto attraversa tre valloncelli rocciosi, inizia a Paspardo e giunge alla diga tagliando le pendici settentrionali del monte Colombé, in circa 3 ore e 15 minuti.
Un terzo itinerario è da Valle di Saviore. Partendo da località rasega si imbocca il sentiero n°20, la durata è anche qui di circa 3 ore e 15 minuti.